# Vinzenz von Miller zu Aichholz

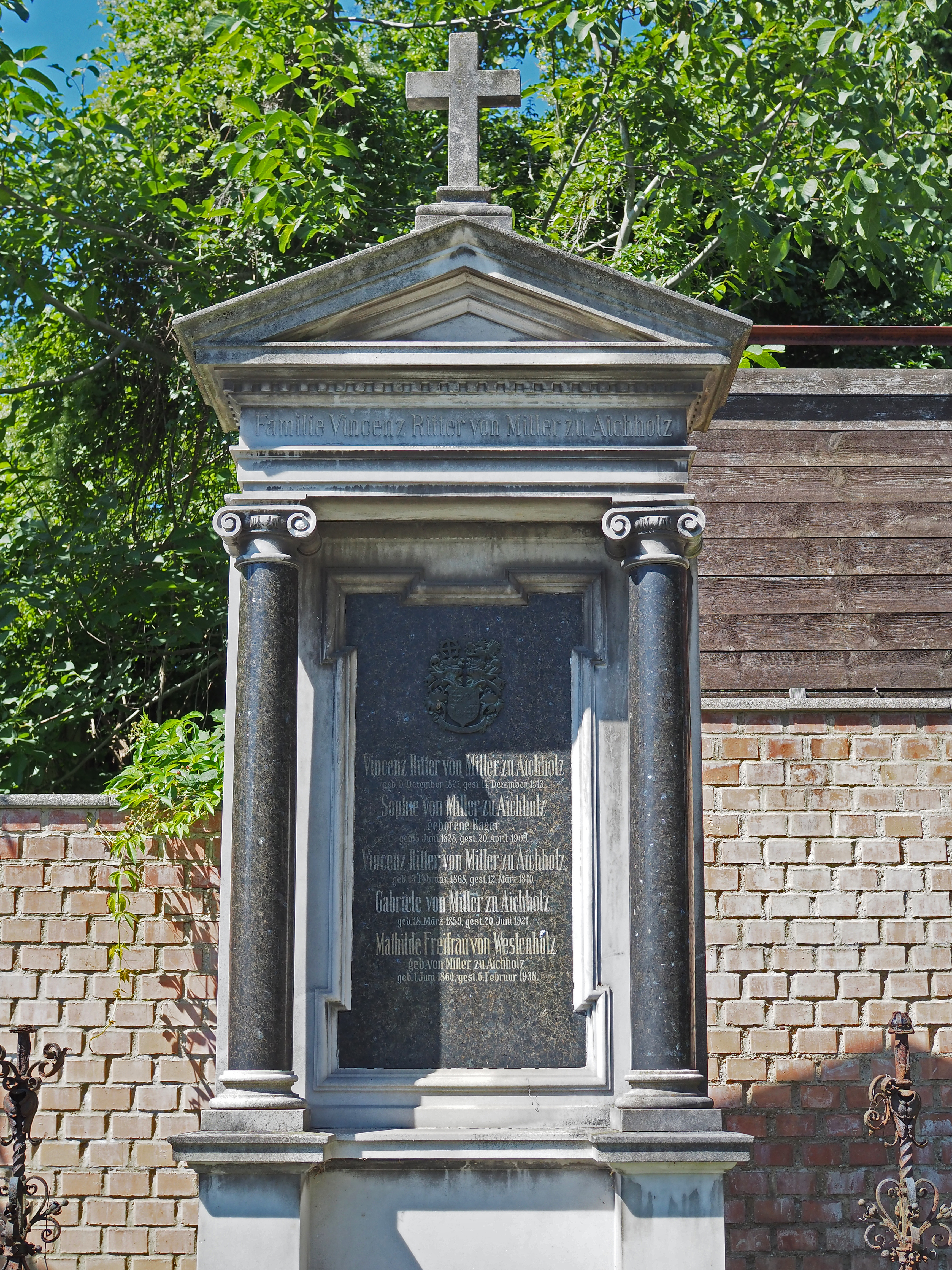
Grab von Vinzenz von Miller zu Aichholz auf dem Hütteldorfer Friedhof

Vinzenz Ritter von Miller zu Aichholz (* 9. Dezember 1827 in Wien; † 14. Dezember 1913 ebenda) war ein österreichischer Industrieller und Mäzen aus der Familie Miller-Aichholz.

## Leben
Der älteste Sohn des erfolgreichen Tiroler Unternehmers Josef von Miller zu Aichholz trat 1841 in das Familienunternehmen ein und leitete ab 1845 die Niederlassung in Triest. Mit der schrittweisen Nobilitierung des Vaters änderte sich auch der Familienname der Söhne: Vinzenz Franz Josef Maria Miller durfte sich seit 1856: Vinzenz Miller zu Aichholz nennen, seit 1860: Vinzenz von Miller zu Aichholz; seit 1865: Vinzenz Ritter von Miller zu Aichholz.
Nach dem Tod von Josef von Miller zu Aichholz übernahm Vinzenz die Leitung der Unternehmensgruppe seines Vaters, die er erfolgreich ausbaute. Unter anderem wurde er ein Hauptaktionär der Textilfabrik Marienthal. 1878 Generalrat, 1892 Vizegouverneur der Österreichisch-ungarischen Bank, 1891 bis 1910 Präsident der Börsekammer, trat Vinzenz von Miller zu Aichholz auch als Kunstmäzen in Erscheinung. Er war unter anderem mit Johannes Brahms, Karl Goldmark und mit Julius Korngold befreundet. Politisch gesehen zählte er zur liberalen Richtung. Er wurde 1891 lebenslanges Mitglied des Österreichischen Herrenhauses und gehörte dort zur Fraktion der deutsch-liberalen Verfassungspartei.
Seine letzte Ruhestätte fand Vinzenz von Miller zu Aichholz in der Familiengruft auf dem Hütteldorfer Friedhof.